# Haishu

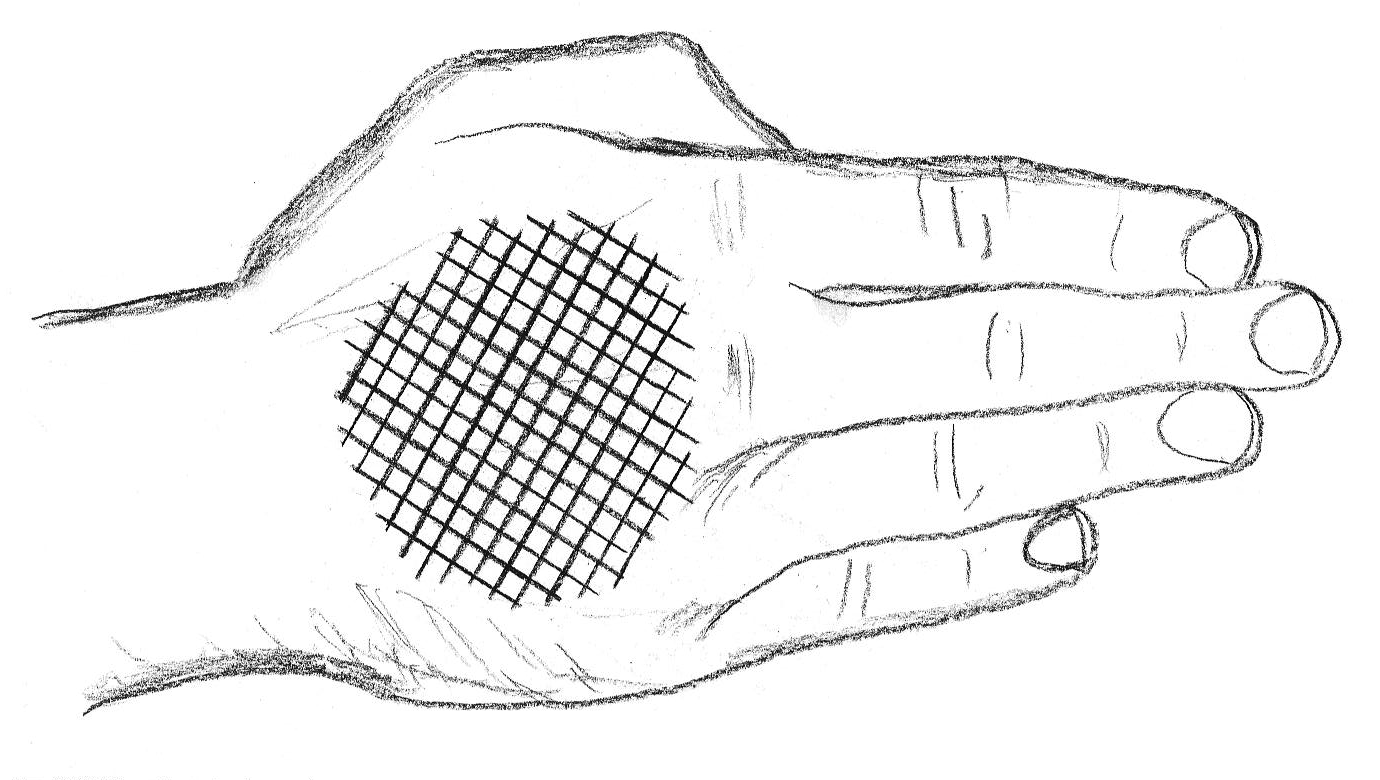
Dibuix del haishu.

El haishu (ventall de mà) és un cop simple de karate.
Es colpeja amb el dors de la mà totalment estesa procurant fer contacte fins i tot amb els dits. El canell ha d'estar ben ferm en el moment de l'impacte i el cop ha de ser explosivament percutant a manera de bufetada.
Encara que no és gaire perjudicial, és útil com a tècnica dissuasiva si hom l'aplica contra la cara de l'adversari. Moltes escoles l'utilitzen també per a realitzar desviaments laterals amb força efectivitat preferentment davant tècniques al coll o a mitjana alçada.